# آلاله سنگ‌پائی
آلاله سنگ‌پائی (نام علمی: Ranunculus muricatus) نام یک گونه از سرده آلاله است. سردهٔ آلاله در ایران ۵۵ گونهٔ علفی یک ساله و چند ساله دارد. آلاله سنگ‌پائی یکی از ۵۵ گونهٔ موجود در ایران است.